# Lactobacillus amylovorus
Lactobacillus amylovorus is een bacteriesoort behorende tot het geslacht Lactobacillus en valt onder de melkzuurbacteriën.
Het is een grampositieve facultatief anaerobe staafvormige bacterie.